# Matching Dreams
Matching Dreams er en amerikansk stumfilm fra 1916 af B. Reeves Eason.

## Medvirkende
- Gayne Whitman som Hugh Clayton
- Vivian Rich som Martha Weaver
- Sylvia Ashton som Mrs. Hammond
- Jimsy Maye som Lola Hammond